# Mehdi Bali
Mehdi Mohammad Bali Hamzedeh (in persiano مهدی بالی‎; Amol, 1997) è un lottatore iraniano, specializzato nella lotta greco-romana.
È stato campione continentale nei 97 kg ai campionati asiatici di Almaty 2021.

## Palmarès
| Anno | Manifestazione      | Sede       | Evento | Risultato | Note |
| ---- | ------------------- | ---------- | ------ | --------- | ---- |
| 2021 | Campionati asiatici | Almaty     | 97 kg  | Oro       |      |
| 2022 | Campionati asiatici | Ulan Bator | 87 kg  | Oro       |      |